# Pilidiostigma rhytispermum
Pilidiostigma rhytispermum là một loài thực vật có hoa trong Họ Đào kim nương. Loài này được (F.Muell.) Burret miêu tả khoa học đầu tiên năm 1941.